# Rhodesiella plumiger
Rhodesiella plumiger är en tvåvingeart som först beskrevs av Johann Wilhelm Meigen 1830.  Rhodesiella plumiger ingår i släktet Rhodesiella och familjen fritflugor. Arten är reproducerande i Sverige. Inga underarter finns listade i Catalogue of Life.